# Эскалин
Эскалин или 3,5-метокси-4-этоксифенилэтиламин — психоделик и энтеоген из семейства фенилэтиламинов. Эскалин был впервые синтезирован и опубликован в научной литературе Бенингтоном и др. в 1954 году, но позднее был пересмотрен в лаборатории Дэвида Э. Николса, который подготовил серию мескалиновых аналогов, которые включали эскалин, проскалин и изопроскалин. Эффекты этого и родственных аналогов мескалина у людей были впервые описаны Александром Шульгиным. В своей книге PiHKAL (Фенэтиламины, которые я узнал и полюбил), Шульгин указывает дозировку от 40 до 60 мг перорально. Продолжительность действия составляет 8-12 часов.
Эскалин представляет собой фенилэтиламинновый аналог 3C-E и 4-этокси-аналог мескалина.

## Правовой статус

### Швеция
Эскалин является незаконным в Швеции по состоянию на 26 января 2016 года.